# Retiro (Chile)
Retiro é uma comuna da província de Linares, localizada na Região de Maule, Chile. Possui uma área de 827,1 km² e uma população de 18.487 habitantes (2002).